# Оксалат плутонила
Оксалат плутонила — химическое соединение,
осно́вная соль плутония и щавелевой кислоты
с формулой PuO2(C2O4),
желтовато-зелёные кристаллы,
слабо растворяется в воде,
образует кристаллогидраты — розовые кристаллы.

## Получение
- Добавление щавелевой кислоты к кислым свежеокисленным растворам плутония(VI):

{\displaystyle {\mathsf {PuO_{2}(NO_{3})_{2}+H_{2}C_{2}O_{4}\ {\xrightarrow {}}\ PuO_{2}(C_{2}O_{4})\downarrow +2HNO_{3}}}}

## Физические свойства
Оксалат плутонила образует
кристаллогидрат состава PuO2(C2O4)•3H2O, который разлагается при 180°С (возможно со взрывом).
Слабо растворяется в воде, р ПР = 9,2.
Растворяется в растворах карбоната или оксалата аммония.
При хранении меняет цвет на зелёный вследствие восстановления плутония под действием собственного α-излучения.